# Hacker house

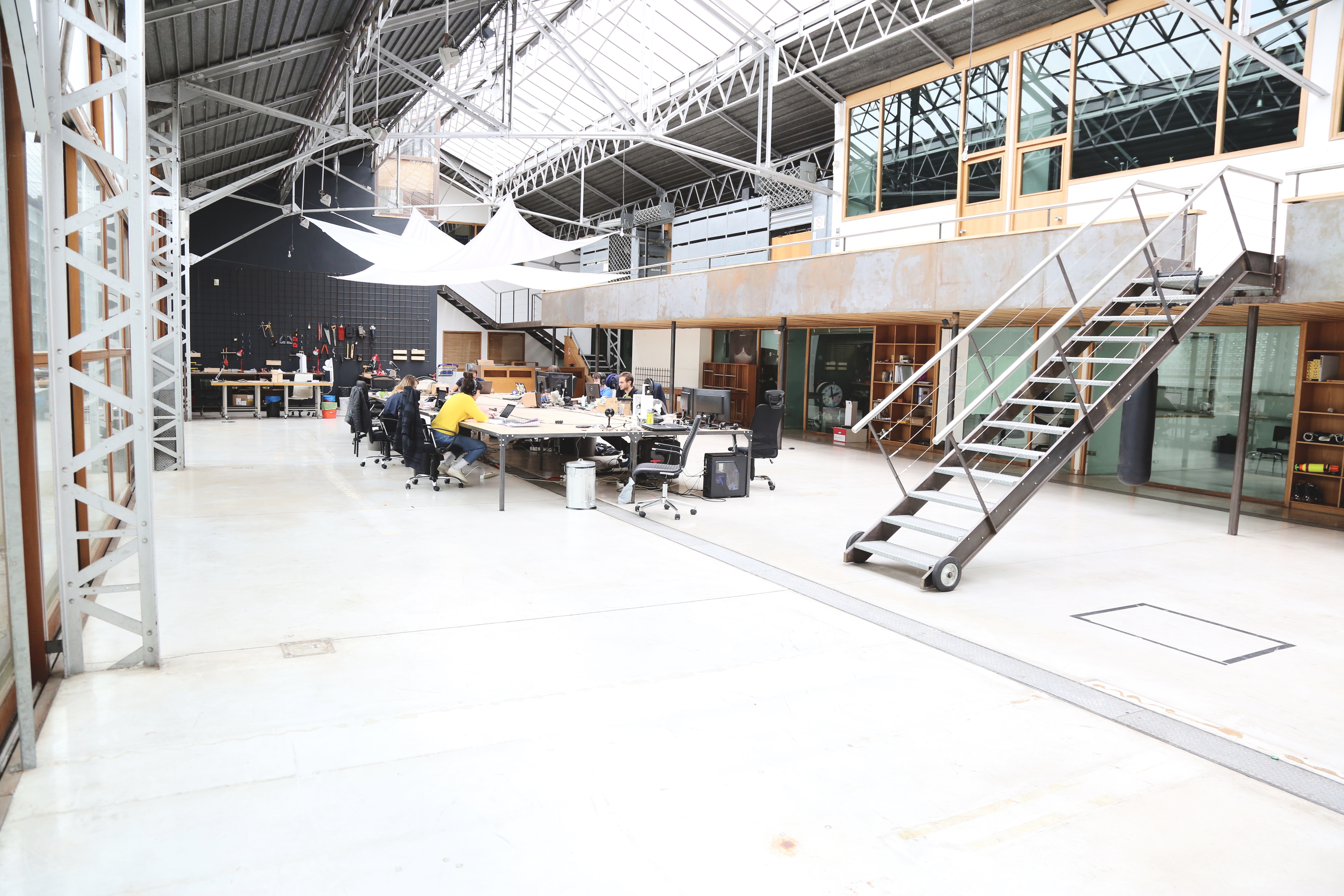
Seed-Up, première hacker house française.

Une hacker house est une entreprise qui accueille des ingénieurs, des designers, des développeurs et des business developpers dans un espace destiné à la créativité et à l’innovation. 
Inspiré du fonctionnement des fablabs, des hackathons, et des hackerspaces, ce concept est né en 2013 aux États-Unis. Une Hacker house s'adresse à des personnes ayant l'ambition de créer leur startups. Devenir membre leur permet ainsi d'approfondir leurs domaines d'expertise et leur compréhension du marché en étant au contact de personnes aux profils complémentaires et aux intérêts similaires. 

## Concept
Les hacker houses sont nées d’un besoin de faciliter l'innovation, mais aussi de réinventer la façon de travailler en entreprise. 
Inspiré du développement de la culture informatique, le modèle de travail au sein des hacker houses ne repose pas sur un système hiérarchique, mais des relations horizontales pour favoriser la créativité et la responsabilité de chacun. 
Les habitants y sont en majorité des personnes ne se reconnaissant pas dans les schémas classiques proposés par le monde de l'entreprise et désireuses de rapidement mettre à profit leur énergie et leur savoir-faire. 
Ce sont aussi des hackers, soit des personnes capables de détourner l’usage premier d’un bien ou d’un service vers d'autres usages. Ils prônent souvent l’open-innovation (modes d'innovation fondés sur le partage, la collaboration).
Les profils les plus courants dans les hacker houses sont des ingénieurs, des designers et des développeurs. Cependant des managers, des responsables marketing et des commerciaux permettent de compléter les équipes des startups créées.
Tout comme une maison ordinaire, il y a plusieurs chambres et salles de bain, des espaces destinés au travail et d’autres à la création.
Ces maisons permettent souvent une transition entre le statut d’étudiant et le statut de salarié ou d’entrepreneur.
Plusieurs hacker houses existent en France comme Seed-Up, Hacker house Paris et Trendy House. Aux États-Unis, on peut citer San Francisco hacker house, et New York hacker house.
Bien qu'ayant une origine idéologique commune, les hacker houses peuvent cependant avoir des modèles de travail diamétralement opposés. Certaines salarient leurs membres (c'est le modèle de Seed-Up), d'autres leur font payer un loyer comme condition de séjour dans la Hacker House (c'est le modèle de Hacker House Paris).

## Origine
La première hacker house se trouve à Seattle au cœur de North Capitol Hill. Ouverte en 2013 par Andy Rebele, ce créateur de startup eu l'idée d'utiliser l’une des maisons qu'il avait l'habitude de louer pour développer ce modèle. Son constat de départ fut de dire que pour un jeune entrepreneur vivant à Seattle, il existait deux options de logements : un logement classique à bas prix (studio, chambre étudiante, ou colocation) ou retourner vivre chez ses parents. Il décida alors de créer une atmosphère destinée entièrement au développement de projet et à la création d’entreprise. 
Le projet prend alors de l’ampleur et Andy Rebele ouvre des hacker houses dans d’autres villes notamment proches de l'université de Washington , à Palo Alto, San Francisco, San José ou encore Redwood City.

### En France
En 2015, le concept arrive en France sous le nom de Seed-Up, hacker house française créée par Paul Poupet créée dans le but d'expérimenter un modèle de travail inédit. 

## Modèles

### Colocation

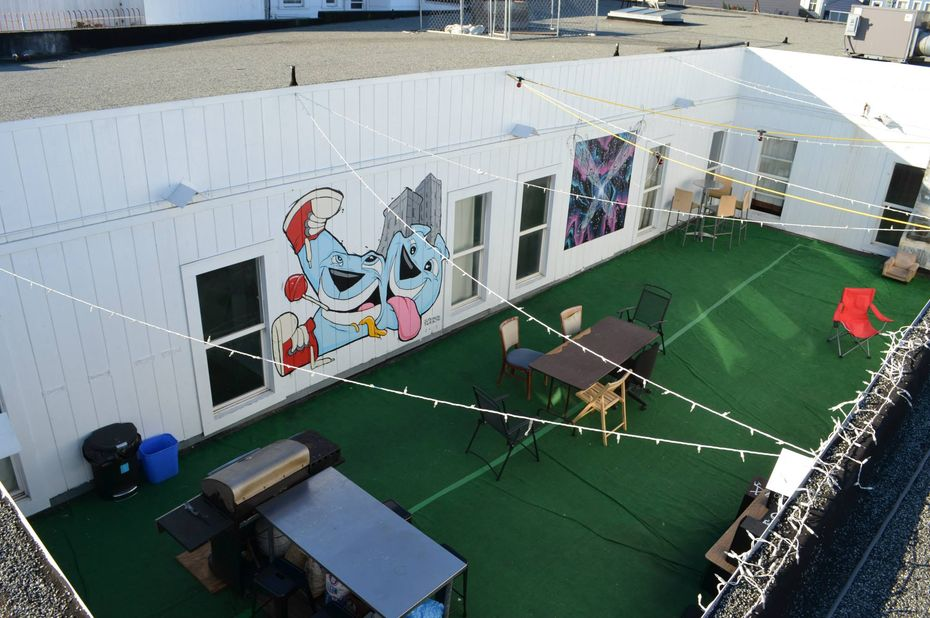
20mission à San Francisco

Le modèle le plus répandu s’inspire du modèle américain créé par Andy Rebele et s’apparente à une colocation qui fait également office de lieu de travail destiné à la créativité et à l’innovation. Une cotisation est demandée à chacun des membres de la colocation afin de payer le loyer et les différentes charges.
Dans ce modèle, les projets développés sont uniquement ceux portés par les habitants à titre personnel et individuel, il n’y a pas de source de revenus externe. 
Le premier espace de ce type est 20mission et a été lancé par Jered Kenna à San Francisco. La maison compte 41 chambres. L'ensemble des 45 colocataires se compose de programmeurs, artistes, entrepreneurs, et designers venant de pays différents. La maison reçoit 30 % de candidatures européennes.[réf. nécessaire]
En France, Hacker house Paris fonctionne sur ce modèle, créée entre 2015 et 2016 par Stéphane Bounmy.
C'est le modèle des co-living : leur revenu principal s’appuie sur les frais d'adhésion des membres qui paient une cotisation comprenant le loyer, les charges et les frais alimentaires. Ces nouvelles colocations réunissent des entrepreneurs, parfois techniques qui souhaitant développer leurs projets personnels entouré de personnes de mêmes profils, tout le monde est indépendant contrairement aux hacker houses.

### Entreprise
Le deuxième modèle est opposé au premier modèle proche de la colocation. La Hacker House salarie ses membres pour leur éviter la solitude et la précarité bien trop souvent corrélatives du développement de projets nouveaux. 
La structure se finance par la vente de prestations de conseils à des clients qui sollicitent la compétence et la créativité de la hacker house pour la création ou l'amélioration d'un produit ou d'un service. La hacker house a alors la structure d’une entreprise à but lucratif réalisant des prestations que les membres de la maisons vont réaliser en échange de leurs frais quotidiens. Le nombre de commandes des clients que la maison accepte permet à celle-ci de payer les frais du groupe et d’investir dans de nouveaux projets. Le sens de la communauté y est ainsi très présent et permet de libérer plus facilement la créativité de chacun des membres.
En parallèle, les membres sont encouragés à approfondir leurs compétences durant un temps imparti de leur temps de travail, mais surtout à développer des projets collectifs en interne ayant par la suite vocation à devenir des startup ou spin-offs indépendantes de la Hacker house. Les membres ayant participé au développement du projet en deviennent alors associés. 
Seed-Up, hacker house spécialisée en invention technologique est à l'origine de ce modèle.  Ses membres ont le statut ad hoc de salariés-entrepreneurs. 